# Ronnie Dawson

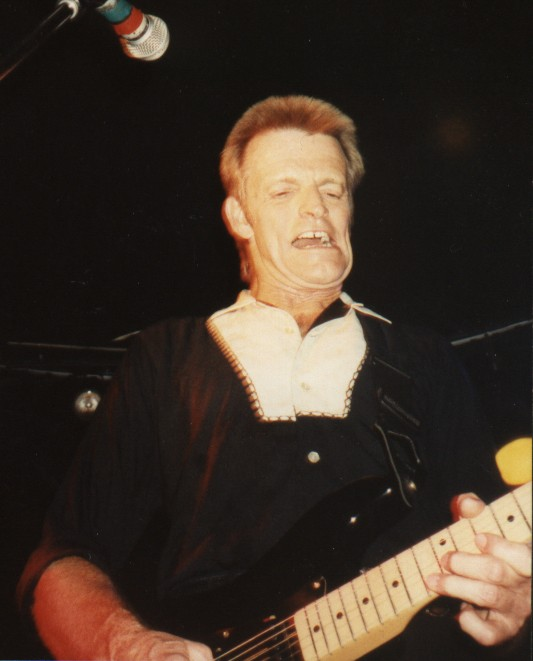
Ronnie Dawson

Ronnie Dawson (* 11. August 1939 als Ronald Monroe Dawson in Dallas; † 23. September 2003 ebenda) war ein amerikanischer Rockabilly-Sänger.

## Leben
Ronnie Dawson wuchs als Einzelkind in Waxahachie in Texas auf. Sein Vater, Pinky Dawson, hatte eine Western-Swing-Band, mit der er Radioauftritte absolvierte. Seinem Sohn gefiel die Musik und so lehrte er ihn das Gitarrespiel. Als Teenager gründete Ronnie Dawson 1956 seine erste Band Ronnie Dee and the D Men, mit der er viele Talentwettbewerbe gewann und schließlich von Ed MacLemore, dem Manager von Gene Vincent unter Vertrag genommen wurde. Sie veröffentlichten allerdings nur die Single I Make Love bevor Dawson bei Dick Clark und seinem Swan Label unter Vertrag genommen wurde.
Ronnie wurde aufgrund seiner platinblonden Haare als The Blonde Bomber vermarktet.
Da der Stimmbruch beinahe ohne Auswirkungen an ihm vorübergegangen war, bediente er sich noch lange Zeit des Images des verwegenen, jugendlichen Rebells, verstärkt wurde dieser Eindruck noch durch sein jungenhaft wirkendes Gesicht.
In den 1960ern spielte Dawson bei der Bluegrass-Band The Levee Singers, tourte mit den Lightcrust Doughboys und veröffentlichte Lieder unter den Namen Commonwealth Jones und Snake Monroe. In den 1970ern war er mit der Country-Rock-Band Steel Rail auf Tour.
Im Rahmen des Rockabilly Revival Mitte der 1980er Jahre war auch Dawson wieder gefragt. Seine alten Platten wurde wiederveröffentlicht, er nahm neues Material auf und unternahm Touren durch die USA und Europa. So trat er 1995 in der Late Night Show von Conan O’Brien auf.
1998 wurde sein Titel Yum, Yum, Yum im Film Primary Colors und zwei seiner Lieder 1999 im Film Simpatico verwendet.
Izzy Stradlin von Guns n’ Roses coverte seinen Titel Up Jump the Devil.
2002 wurde bei Dawson Kehlkopfkrebs diagnostiziert, an dessen Folgen er 2003 erlag.

## Diskographie

### Singles
- 1959: Rockin’ Bones / Congratulations to Me
- 1959: My Big Desire / How Can We Tell Her
- 1960: Summer’s Comin’ / Decided by the Angels
- 1960: Hazel / Ain’t That a Kick in the Head
- 1994: Boy Next Door / Rockin’ Boppin’ Fever
- 1994: Up Jumped the Devil / No Dice

### Alben
- 1988: Still-a-Lot-of-Rhythm !
- 1989: Rockinitis
- 1994: Monkey Beat
- 1996: Just Rockin’ and Rollin’
- 1996: Live at the Continental Club
- 2000: More Bad Habits
- 2012: The Carnegie Hall Tour